# Mecynorhina kraatzi
Mecynorhina kraatzi är en skalbaggsart som beskrevs av Moser 1905. Mecynorhina kraatzi ingår i släktet Mecynorhina och familjen Cetoniidae. Inga underarter finns listade i Catalogue of Life.